# Lord Lieutenant of Fermanagh
Der Lord Lieutenant of Fermanagh ist ein zeremonieller lokaler Regierungsposten im County Fermanagh in Nordirland. Das Amt wurde am 23. August 1831 errichtet.

## Amtsträger
- John Cole, 2. Earl of Enniskillen: 17. Oktober 1831 – 31. März 1840
- John Crichton, 3. Earl Erne: April 1840 – 3. Oktober 1885
- John Crichton, 4. Earl Erne: 1885 – 2. Dezember 1914
- John Ernest Francis Collum: 31. März 1915 – 1948
- John Henry Michael Cole, 5. Earl of Enniskillen: 25. September 1948 – 19. Februar 1963
- Basil Brooke, 1. Viscount Brookeborough: 26. April 1963 –. Februar 1969
- vakant
- Major-General Thomas Scott: 17. Juni 1971 – 30. Juli 1976
- Robert Grosvenor, 5. Duke of Westminster: 7. Februar 1977 – 19. Februar 1979
- Viola, Dowager Duchess of Westminster: 20. August 1979 – 1986
- Henry Crichton, 6. Earl Erne, KCVO: 20. August 1986 – Juli 2012
- Alan Brooke, 3. Viscount Brookeborough: seit 2. Juli 2012